# Santa Maria d'Orfes
Santa Maria d'Orfes és una església barroca de Vilademuls (Pla de l'Estany) inclosa a l'Inventari del Patrimoni Arquitectònic de Catalunya.

## Descripció
Edifici estructurat en una sola nau, amb diverses capelles laterals obertes en els murs.
La façana principal presenta un portal amb pedra amb els brancals formant pilastres estriades. La llinda forma tres cossos sobreposats amb frontó partit al damunt, amb una fornícula rematada amb un altre frontó amb la data de 1765. el campanar és de planta quadrangular amb coberta piramidal i balustrada en el perímetre.

## Història
Originàriament hi havia una església romànica que devia ser del segle xii o principis del xiii. La primera notícia d'un temple en aquest lloc és de l'any 1279, referida als delmes.
Al segle xiv ja era parròquia.